# Spoorlijn Frankfurt-Rödelheim - Kronberg
De spoorlijn Frankfurt-Rödelheim - Kronberg ook wel Kronberger Bahn genoemd is een Duitse spoorlijn, als spoorlijn 3615 onder beheer van DB Netze.

## Geschiedenis
Het traject werd door Cronberger Eisenbahn-Gesellschaft op 1 november 1874 voor personenvervoer geopend en op 1 maart 1875 voor goederenvervoer geopend.
Op 1 januari 1914 werd de Cronberger Eisenbahn-Gesellschaft overgenomen door de Preußischen Staat en werd het traject onderdeel van de Preußischen Staatseisenbahnen.

## Treindiensten

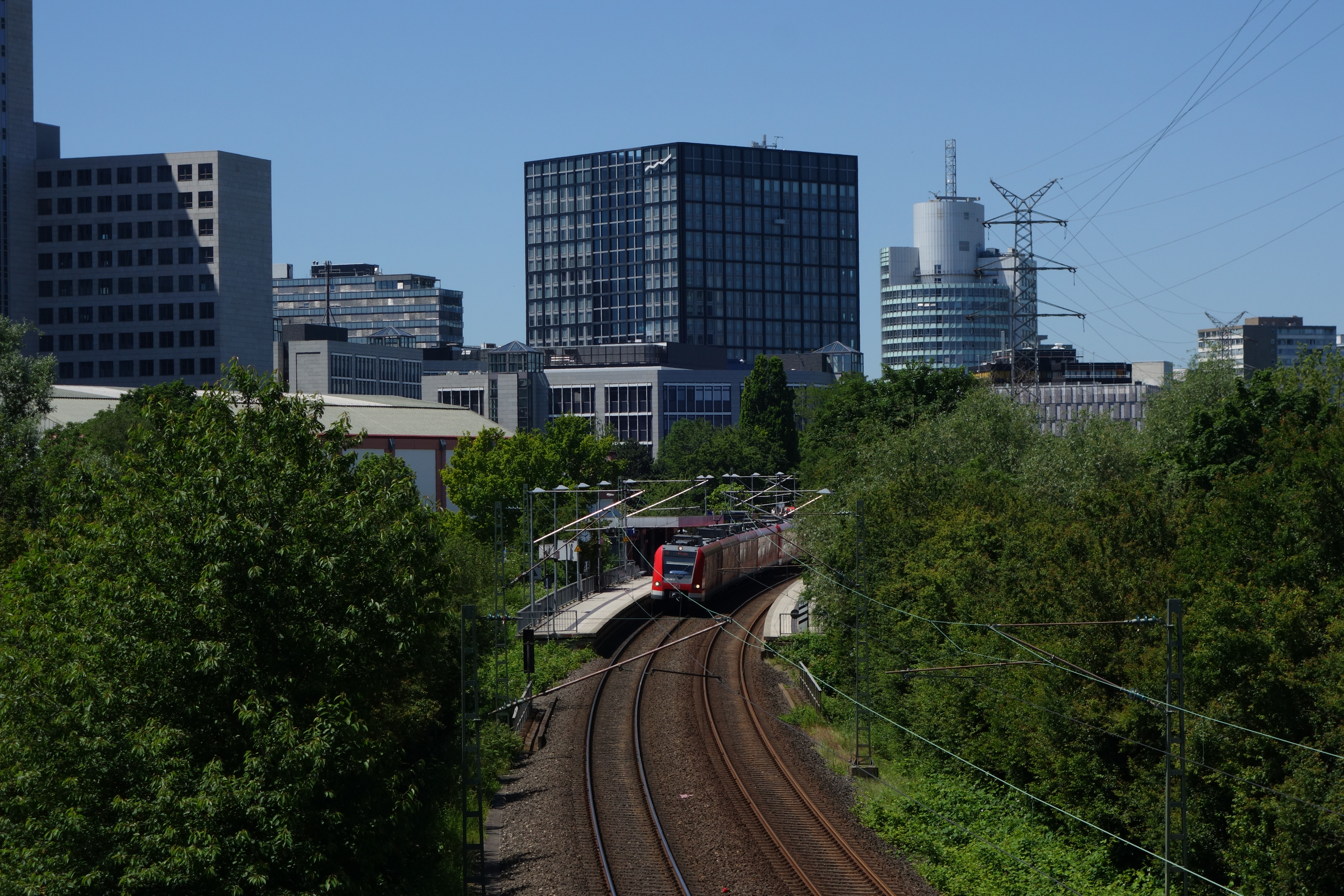
DB-treinstel 423 als S-Bahn op lijn S 4 van Kronberg naar Langen bij de halte Eschborn Süd.(Daarboven staat het gebouw "The Cube" van de Deutsche Börse)

### DB
De Deutsche Bahn verzorgde tot 1978 het personenvervoer op dit traject met RB treinen.

### S-Bahn
De S-Bahn, meestal de afkorting voor Stadtschnellbahn, soms ook voor Schnellbahn, is een in Duitsland ontstaan (elektrisch) treinconcept, tussen de RegionalBahn (stoptrein) en de Stadtbahn (stadsvervoer) in. De S-Bahn maakt meestal gebruik van de normale spoorwegen om grote steden te verbinden met andere grote steden of forensengemeenten. De treinen rijden volgens een vaste dienstregeling met een redelijk hoge frequentie.

#### S-Bahn Rhein-Main
De treinen van de S-Bahn Rhein-Main tussen Kronberg en Frankfurt maken sinds 28 mei 1978 gebruik van dit traject.
- S3 Bad Soden ↔ Darmstadt: Limesbahn - Kronberger Bahn - Homburger Bahn - Citytunnel - Main-Neckar-Bahn
- S4 Kronberg ↔ Langen (↔ Darmstadt): Kronberger Bahn - Homburger Bahn - Citytunnel - Main-Neckar-Bahn

## Aansluitingen
In de volgende plaatsen was of is er een aansluiting van de volgende spoorwegmaatschappijen:

### Frankfurt-Rödelheim
- Homburger Bahn spoorlijn tussen Frankfurt over Bad Homburg naar Friedberg

### Niederhöchstadt
- Limesbahn spoorlijn tussen Bad Soden en Niederhöchstadt

## Elektrische tractie
Het traject werd op 27 september 1970 geëlektrificeerd met een spanning van 15.000 volt 16 2/3 Hz wisselstroom.